# دوفورسبيتز
دوفورسبيتز هي أعلى قمة في مونتي روزا، وهي كتلة جبلية مغطاة بالجليد في جبال الألب، وهي أعلى قمة جبلية في كل من سويسرا وجبال الألب البينية وهي أيضًا ثاني أعلى جبل في جبال الألب وأوروبا الغربية بعد مونت بلانك. تقع بين سويسرا (كانتون فاليه) وإيطاليا (بيدمونت ووادي أوستا). تقع القمة نفسها بالكامل في سويسرا.
بعد سلسلة طويلة من المحاولات التي بدأت في أوائل القرن التاسع عشر، تم الوصول إلى قمة مونتي روزا، التي كانت تسمى آنذاك Höchste Spitze (بالإنجليزية: The highest peak)، لأول مرة في 1 أغسطس، يوم الاحتفال الوطني السويسري، في عام 1855 من زيرمات من قبل مجموعة من ثمانية متسلقين بقيادة ثلاثة مرشدين: ماتيوس ويوهانس زومتوغوالد، أولريش لاونر، كريستوفر وجيمس سميث، تشارلز هدسون، جون بيركبيك وإدوارد ستيفنسون.